# Natação nos Jogos Olímpicos Intercalados de 1906
Nos Jogos Olímpicos Intercalados de 1906 em Atenas, 4 eventos da natação foram realizados, todos masculinos. Denominados Jogos Intercalados, a edição de 1906 não é considerada oficial pelo Comitê Olímpico Internacional.

## Medalhistas
Masculino
| Evento             | Ouro                                                      | Prata                                                       | Bronze                                                                     |
| ------------------ | --------------------------------------------------------- | ----------------------------------------------------------- | -------------------------------------------------------------------------- |
| 100 metros livre   | Charles Daniels Estados Unidos                            | Zoltán Halmay Hungria                                       | Cecil Healy · Austrália                                                    |
| 400 metros livre   | Otto Scheff Áustria                                       | Henry Taylor Grã-Bretanha                                   | John Arthur Jarvis Grã-Bretanha                                            |
| 1 milha livre      | Henry Taylor Grã-Bretanha                                 | John Arthur Jarvis Grã-Bretanha                             | Otto Scheff Áustria                                                        |
| 4x250 metros livre | Henrik Hajós Zoltán Halmay Géza Kiss József Ónody Hungria | Ernst Bahnmeyer Max Pape Emil Rausch Oscar Schiele Alemanha | John Derbyshire William Henry John Arthur Jarvis Henry Taylor Grã-Bretanha |

## Quadro de medalhas
| Ordem | País           | Medalha de ouro | Medalha de prata | Medalha de bronze | Total |
| ----- | -------------- | --------------- | ---------------- | ----------------- | ----- |
| 1     | Grã-Bretanha   | 1               | 2                | 2                 | 5     |
| 2     | Hungria        | 1               | 1                | 0                 | 2     |
| 3     | Áustria        | 1               | 0                | 1                 | 2     |
| 4     | Estados Unidos | 1               | 0                | 0                 | 1     |
| 5     | Alemanha       | 0               | 1                | 0                 | 1     |
| 6     | Austrália      | 0               | 0                | 1                 | 1     |
|       |                |                 |                  |                   |       |
| Total | Total          | 4               | 4                | 4                 | 12    |